# Borszcz
Borszcz – ukraiński zespół punkrockowy.
W zespole grają: Jurij Zdorenko (gitara, śpiew), Wadym Ziubin (perkusja) i Ołeksandr Pipa (gitara basowa).

## Dyskografia
- Single (2003)
- Padlo (2004)
- Borszcz vs DVS „Far Away” (2006)
- Parazita kusok (2006)